# Copa do Nordeste 2017
Die Copa do Nordeste 2017 war die 14. Austragung der Copa do Nordeste, eines regionalen Fußballpokalwettbewerbs in Brasilien, der vom nationalen Fußballverband CBF in Zusammenarbeit mit den Verbänden der teilnehmenden Bundesstaaten organisiert wurde. Es startete am 24. Januar und endete am 24. Mai 2017.
Der Turniersieger qualifizierte sich für die Teilnahme an der Troféu Asa Branca 2018 und sicherte sich einen Achtelfinalplatz im Copa do Brasil 2018.

## Modus
Das Turnier wurde zunächst in einer Gruppenphasen mit Hin- und Rückspiel ausgetragen. Die 20 Teilnehmer trafen in fünf Gruppen zu je vier Klubs aufeinander. Die jeweiligen Gruppenbesten und die drei besten Gruppenzweiten zogen in die zweite Runde ein. Diese wurde im Pokalmodus ab einem Viertelfinale ebenfalls Hin- und Rückspielen bis zu den Finals ausgespielt.

## Teilnehmer
Das Teilnehmerfeld bestand aus 20 Klubs. Diese kamen aus den Bundesstaaten Alagoas, Bahia, Ceará, Maranhão, Paraíba, Pernambuco, Piauí, Rio Grande do Norte und Sergipe.
Die Teilnehmer waren:
| Bundesstaat         | Klub                    | Qualifizierung        |
| ------------------- | ----------------------- | --------------------- |
| Alagoas             | CS Alagoano             | 2. Staatsmeister 2016 |
| Alagoas             | Clube de Regatas Brasil | Staatsmeister 2016    |
| Bahia               | EC Bahia                | 2. Staatsmeister 2016 |
| Bahia               | SD Juazeirense          | 3. Staatsmeister 2016 |
| Bahia               | EC Vitória              | Staatsmeister 2016    |
| Ceará               | Fortaleza EC            | Staatsmeister 2016    |
| Ceará               | Uniclinic AC            | 2. Staatsmeister 2016 |
| Maranhão            | Moto Club de São Luís   | Staatsmeister 2016    |
| Maranhão            | Sampaio Corrêa FC       | 2. Staatsmeister 2016 |
| Paraíba             | Botafogo FC (PB)        | 2. Staatsmeister 2016 |
| Paraíba             | Campinense Clube        | Staatsmeister 2016    |
| Pernambuco          | Náutico Capibaribe      | 3. Staatsmeister 2016 |
| Pernambuco          | Santa Cruz FC           | Staatsmeister 2016    |
| Pernambuco          | Sport Recife            | 2. Staatsmeister 2016 |
| Piauí               | AA Altos                | 2. Staatsmeister 2016 |
| Piauí               | Ríver AC                | Staatsmeister 2016    |
| Rio Grande do Norte | ABC Natal               | Staatsmeister 2016    |
| Rio Grande do Norte | América FC (RN)         | 2. Staatsmeister 2016 |
| Sergipe             | AO Itabaiana            | Staatsmeister 2016    |
| Sergipe             | CS Sergipe              | 2. Staatsmeister 2016 |

## Gruppenphase
Für die Zuordnung der Teilnehmer zu den Gruppen wurden vier Lostöpfe gebildet. Die Teilnehmer wurden in der Reihenfolge ihres Rankings beim CBF zugeordnet.
| Topf A                  | Topf B                       | Topf C                     | Topf D               |
| ----------------------- | ---------------------------- | -------------------------- | -------------------- |
| EC Bahia (18)           | América FC (RN) (29)         | Botafogo FC (PB) (56)      | CS Sergipe (137)     |
| Sport Recife (19)       | Santa Cruz FC (35)           | Campinense Clube (72)      | AO Itabaiana (164)   |
| EC Vitória (20)         | Sampaio Corrêa FC (39)       | Ríver AC (79)              | SD Juazeirense (174) |
| Náutico Capibaribe (25) | Clube de Regatas Brasil (40) | Moto Club de São Luís (97) | Uniclinic AC (−)     |
| ABC Natal (26)          | Fortaleza EC (42)            | CS Alagoano (103)          | AA Altos (−)         |

### Gruppe A
| Pl. | Verein             | Sp. | S | U | N | Tore    | Diff. | Punkte |
| --- | ------------------ | --- | - | - | - | ------- | ----- | ------ |
| 1.  | Santa Cruz FC      | 6   | 4 | 1 | 1 | 009:200 | +7    | 13     |
| 2.  | Campinense Clube   | 6   | 3 | 2 | 1 | 008:200 | +6    | 11     |
| 3.  | Náutico Capibaribe | 6   | 3 | 1 | 2 | 014:300 | +11   | 10     |
| 4.  | Uniclinic AC       | 6   | 0 | 0 | 6 | 000:240 | −24   | 0      |

| Datum       |            | Ergebnis  |            | Stadion (Zuschauer)      |
| ----------- | ---------- | --------- | ---------- | ------------------------ |
| 24. Januar  | Náutico    | 4:0 (2:0) | Uniclinic  | Arena Pernambuco (2.410) |
| 25. Januar  | Campinense | 1:1 (0:0) | Santa Cruz | O Amigão (7.061)         |
| 4. Februar  | Santa Cruz | 1:0 (0:0) | Náutico    | Arrudão (5.086)          |
| 5. Februar  | Uniclinic  | 0:1 (0:1) | Campinense | Castelão (CE) (283)      |
| 12. Februar | Campinense | 2:0 (0:0) | Náutico    | O Amigão                 |
| 12. Februar | Santa Cruz | 4:0 (1:0) | Uniclinic  | Arrudão                  |
| 23. Februar | Náutico    | 0:0       | Campinense | Arena Pernambuco         |
| 25. Februar | Uniclinic  | 0:2 (0:1) | Santa Cruz | Domingão (193)           |
| 12. März    | Campinense | 4:0 (4:0) | Uniclinic  | O Amigão                 |
| 12. März    | Náutico    | 1:0 (1:0) | Santa Cruz | Arena Pernambuco         |
| 22. März    | Santa Cruz | 1:0 (1:0) | Campinense | Arrudão                  |
| 22. März    | Uniclinic  | 0:9 (0:6) | Náutico    | Antônio Cruz             |

### Gruppe B
| Pl. | Verein                | Sp. | S | U | N | Tore    | Diff. | Punkte |
| --- | --------------------- | --- | - | - | - | ------- | ----- | ------ |
| 1.  | EC Bahia              | 6   | 4 | 2 | 0 | 011:000 | +11   | 14     |
| 2.  | Fortaleza EC          | 6   | 1 | 4 | 1 | 006:700 | −1    | 07     |
| 3.  | AA Altos              | 6   | 1 | 4 | 1 | 007:900 | −2    | 07     |
| 4.  | Moto Club de São Luís | 6   | 0 | 2 | 4 | 007:150 | −8    | 02     |

| Datum       |           | Ergebnis  |           | Stadion (Zuschauer)   |
| ----------- | --------- | --------- | --------- | --------------------- |
| 26. Januar  | Moto Club | 1:1 (1:0) | Altos     | Castelão (MA) (3.058) |
| 26. Januar  | Fortaleza | 0:0       | Bahia     | Castelão (CE) (8.202) |
| 4. Februar  | Bahia     | 2:0 (1:0) | Moto Club | Fonte Nova (6.132)    |
| 5. Februar  | Altos     | 1:1 (0:1) | Fortaleza | Albertão              |
| 12. Februar | Altos     | 0:0       | Bahia     | Albertão              |
| 12. Februar | Fortaleza | 3:2 (2:1) | Moto Club | Castelão (CE)         |
| 22. Februar | Moto Club | 1:1 (0:1) | Fortaleza | Castelão (MA)         |
| 2. März     | Bahia     | 3:0 (0:0) | Altos     | Fonte Nova            |
| 11. März    | Fortaleza | 1:1 (1:0) | Altos     | Castelão (CE)         |
| 12. März    | Moto Club | 0:4 (0:3) | Bahia     | Castelão (MA)         |
| 22. März    | Altos     | 4:3 (2:1) | Moto Club | Albertão              |
| 22. März    | Bahia     | 2:0 (1:0) | Fortaleza | Fonte Nova (4.930)    |

### Gruppe C
| Pl. | Verein            | Sp. | S | U | N | Tore    | Diff. | Punkte |
| --- | ----------------- | --- | - | - | - | ------- | ----- | ------ |
| 1.  | Sport Recife      | 6   | 4 | 1 | 1 | 012:500 | +7    | 13     |
| 2.  | Ríver AC          | 6   | 4 | 1 | 1 | 008:400 | +4    | 13     |
| 3.  | Sampaio Corrêa FC | 6   | 2 | 0 | 4 | 004:800 | −4    | 06     |
| 4.  | SD Juazeirense    | 6   | 1 | 0 | 5 | 004:110 | −7    | 03     |

| Datum       |                | Ergebnis  |                | Stadion (Zuschauer)    |
| ----------- | -------------- | --------- | -------------- | ---------------------- |
| 25. Januar  | Sport          | 1:0 (1:0) | Sampaio Corrêa | Ilha do Retiro (5.475) |
| 26. Januar  | Ríver          | 2:0 (1:0) | Juazeirense    | Albertão (3.144)       |
| 4. Februar  | Sampaio Corrêa | 0:1 (0:1) | Ríver          | Castelão (MA)          |
| 5. Februar  | Juazeirense    | 0:1 (0:0) | Sport          | Adauto Moraes (2.295)  |
| 11. Februar | Sport          | 2:2 (1:1) | Ríver          | Ilha do Retiro         |
| 12. Februar | Sampaio Corrêa | 2:1 (0:1) | Juazeirense    | Castelão (MA)          |
| 22. Februar | Juazeirense    | 3:0 (0:0) | Sampaio Corrêa | Adauto Moraes          |
| 26. Februar | Ríver          | 1:2 (0:2) | Sport          | Albertão               |
| 11. März    | Ríver          | 1:0 (0:0) | Sampaio Corrêa | Lindolfinho            |
| 11. März    | Sport          | 5:0 (2:0) | Juazeirense    | Ilha do Retiro         |
| 22. März    | Sampaio Corrêa | 2:1 (1:0) | Sport          | Castelão (MA)          |
| 22. März    | Juazeirense    | 0:1 (0:0) | Ríver          | Adauto Moraes (92 *)   |

### Gruppe D
| Pl. | Verein                  | Sp. | S | U | N | Tore    | Diff. | Punkte |
| --- | ----------------------- | --- | - | - | - | ------- | ----- | ------ |
| 1.  | AO Itabaiana            | 6   | 3 | 2 | 1 | 006:600 | ±0    | 11     |
| 2.  | Clube de Regatas Brasil | 6   | 2 | 3 | 1 | 004:200 | +2    | 09     |
| 3.  | ABC Natal               | 6   | 2 | 1 | 3 | 006:800 | −2    | 07     |
| 4.  | CS Alagoano             | 6   | 2 | 0 | 4 | 008:800 | ±0    | 06     |

| Datum       |           | Ergebnis  |           | Stadion (Zuschauer) |
| ----------- | --------- | --------- | --------- | ------------------- |
| 25. Januar  | CSA       | 3:0 (2:0) | ABC       | Trapichão (7.149)   |
| 26. Januar  | Itabaiana | 0:0       | CRB       | Mendonção (1.764)   |
| 5. Februar  | CRB       | 2:1 (2:0) | CSA       | Trapichão (12.328)  |
| 5. Februar  | ABC       | 3:0 (1:0) | Itabaiana | Frasqueirão         |
| 11. Februar | CSA       | 1:2 (0:0) | Itabaiana | Trapichão           |
| 11. Februar | ABC       | 0:0       | CRB       | Frasqueirão         |
| 25. Februar | CRB       | 2:0 (0:0) | ABC       | Trapichão           |
| 2. März     | Itabaiana | 2:1 (1:0) | CSA       | Mendonção           |
| 11. März    | CSA       | 1:0 (0:0) | CRB       | Trapichão           |
| 11. März    | Itabaiana | 2:1 (1:0) | ABC       | Mendonção           |
| 22. März    | ABC       | 2:1 (0:0) | CSA       | Frasqueirão (380)   |
| 22. März    | CRB       | 0:0       | Itabaiana | Trapichão           |

### Gruppe E
| Pl. | Verein           | Sp. | S | U | N | Tore    | Diff. | Punkte |
| --- | ---------------- | --- | - | - | - | ------- | ----- | ------ |
| 1.  | EC Vitória       | 6   | 4 | 1 | 1 | 010:700 | +3    | 13     |
| 2.  | CS Sergipe       | 6   | 3 | 1 | 2 | 009:700 | +2    | 10     |
| 3.  | América FC (RN)  | 6   | 2 | 1 | 3 | 005:600 | −1    | 07     |
| 4.  | Botafogo FC (PB) | 6   | 1 | 1 | 4 | 007:110 | −4    | 04     |

| Datum       |          | Ergebnis  |          | Stadion (Zuschauer)     |
| ----------- | -------- | --------- | -------- | ----------------------- |
| 26. Januar  | Vitória  | 3:1 (2:1) | Sergipe  | Barradão (8.006)        |
| 26. Januar  | América  | 3:1 (0:1) | Botafogo | Arena das Dunas (2.655) |
| 4. Februar  | Sergipe  | 1:0 (0:0) | América  | Batistão                |
| 5. Februar  | Botafogo | 4:2 (2:0) | Vitória  | Almeidão (6.646)        |
| 11. Februar | Vitória  | 2:1 (1:0) | América  | Barradão                |
| 12. Februar | Sergipe  | 2:0 (0:0) | Botafogo | Batistão                |
| 25. Februar | América  | 0:0       | Vitória  | Arena das Dunas         |
| 1. März     | Botafogo | 2:2 (1:0) | Sergipe  | Almeidão                |
| 12. März    | Vitória  | 1:0 (1:0) | Botafogo | Barradão                |
| 12. März    | América  | 0:2 (0:1) | Sergipe  | Arena das Dunas         |
| 22. März    | Sergipe  | 1:2 (0:2) | Vitória  | Batistão                |
| 22. März    | Botafogo | 0:1 (0:0) | América  | Almeidão                |

## Finalrunde

### Turnierplan
|  | Viertelfinale | Viertelfinale | Viertelfinale | Viertelfinale | Viertelfinale |            |            | Halbfinale | Halbfinale | Halbfinale | Halbfinale | Halbfinale |  |  | Finale | Finale | Finale | Finale | Finale |
|  |               |               |               |               |               |            |            |            |            |            |            |            |  |  |        |        |        |        |        |
|  | Paraíba       | Campinense    | 3             | 1             | 4 (2)         |            |            |            |            |            |            |            |  |  |        |        |        |        |        |
|  | Pernambuco    | Sport         | 1             | 3             | 4 (4)         |            |            |            |            |            |            |            |  |  |        |        |        |        |        |
|  | Pernambuco    | Sport         | 1             | 3             | 4 (4)         | Pernambuco | Sport      | 1          | 2          | 3          |            |            |  |  |        |        |        |        |        |
|  |               |               |               |               |               | Pernambuco | Sport      | 1          | 2          | 3          |            |            |  |  |        |        |        |        |        |
|  |               | Pernambuco    | Santa Cruz    | 2             | 0             | 2          |            |            |            |            |            |            |  |  |        |        |        |        |        |
|  | Sergipe       | Pernambuco    | Santa Cruz    | 2             | 0             | 2          | Itabaiana  | 0          | 0          | 0          |            |            |  |  |        |        |        |        |        |
|  | Sergipe       |               |               |               |               |            | Itabaiana  | 0          | 0          | 0          |            |            |  |  |        |        |        |        |        |
|  | Pernambuco    | Santa Cruz    | 1             | 1             | 2             |            |            |            |            |            |            |            |  |  |        |        |        |        |        |
|  |               |               |               |               |               |            | Pernambuco | Sport      | 1          | 0          | 1          |            |  |  |        |        |        |        |        |
|  |               | Bahia         | Bahia         | 1             | 1             | 2          |            |            |            |            |            |            |  |  |        |        |        |        |        |
|  | Piauí         | Ríver         | 2             | 0             | 2             |            |            |            |            |            |            |            |  |  |        |        |        |        |        |
|  | Bahia         | Vitória       | 3             | 1             | 4             |            |            |            |            |            |            |            |  |  |        |        |        |        |        |
|  | Bahia         | Vitória       | 3             | 1             | 4             | Bahia      | Vitória    | 2          | 0          | 2          |            |            |  |  |        |        |        |        |        |
|  |               |               |               |               |               | Bahia      | Vitória    | 2          | 0          | 2          |            |            |  |  |        |        |        |        |        |
|  |               | Bahia         | Bahia         | 1             | 2             | 3          |            |            |            |            |            |            |  |  |        |        |        |        |        |
|  | Sergipe       | Bahia         | Bahia         | 1             | 2             | 3          | Sergipe    | 2          | 0          | 2          |            |            |  |  |        |        |        |        |        |
|  | Sergipe       |               |               |               |               |            | Sergipe    | 2          | 0          | 2          |            |            |  |  |        |        |        |        |        |
|  | Bahia         | Bahia         | 4             | 3             | 7             |            |            |            |            |            |            |            |  |  |        |        |        |        |        |

### Viertelfinale
| Datum    |            | Ergebnis  |            | Stadion (Zuschauer) |
| -------- | ---------- | --------- | ---------- | ------------------- |
| 29. März | Ríver AC   | 2:3 (1:1) | EC Vitória | Albertão (3.770)    |
| 1. April | EC Vitória | 1:0 (0:0) | Ríver AC   | Barradão (9.189)    |
| Gesamt:  | Ríver AC   | 2:4       | EC Vitória | (12.959)            |

| Datum    |               | Ergebnis  |              | Stadion (Zuschauer) |
| -------- | ------------- | --------- | ------------ | ------------------- |
| 29. März | CS Sergipe    | 2:4 (1:1) | EC Bahia     | Batistão (7.610)    |
| 1. April | Santa Cruz FC | 1:0 (0:0) | AO Itabaiana | Arrudão (12.084)    |
| Gesamt:  | CS Sergipe    | 2:4       | EC Bahia     | (19.694)            |

| Datum    |              | Ergebnis  |               | Stadion (Zuschauer) |
| -------- | ------------ | --------- | ------------- | ------------------- |
| 29. März | AO Itabaiana | 0:1 (0:1) | Santa Cruz FC | Mendonção (3.648)   |
| 2. April | EC Bahia     | 3:0 (0:0) | CS Sergipe    | Fonte Nova (8.299)  |
| Gesamt:  | AO Itabaiana | 0:4       | Santa Cruz FC | (11.947)            |

| Datum    |                  | Ergebnis        |                  | Stadion (Zuschauer)     |
| -------- | ---------------- | --------------- | ---------------- | ----------------------- |
| 30. März | Campinense Clube | 3:1 (2:0)       | Sport Recife     | O Amigão (6.949)        |
| 2. April | Sport Recife     | 3:1 (2:0)       | Campinense Clube | Ilha do Retiro (17.844) |
| Gesamt:  | Campinense Clube | 4:4 (4:2 i. E.) | Sport Recife     | (24.826)                |

### Halbfinale
| Datum     |            | Ergebnis  |            | Stadion (Zuschauer) |
| --------- | ---------- | --------- | ---------- | ------------------- |
| 27. April | EC Vitória | 2:1 (1:1) | EC Bahia   | Barradão (13.337)   |
| 30. April | EC Bahia   | 2:0 (1:0) | EC Vitória | Fonte Nova (34.599) |
| Gesamt:   | EC Vitória | 2:3       | EC Bahia   | (47.936)            |

| Datum     |               | Ergebnis  |               | Stadion (Zuschauer)     |
| --------- | ------------- | --------- | ------------- | ----------------------- |
| 29. April | Sport Recife  | 1:2 (1:1) | Santa Cruz FC | Ilha do Retiro (21.753) |
| 3. Mai    | Santa Cruz FC | 0:2 (0:1) | Sport Recife  | Arrudão (18.936)        |
| Gesamt:   | Sport Recife  | 3:2       | Santa Cruz FC | (40.689)                |

### Finale

#### Hinspiel
| Sport Recife                                         | Sport Recife | EC Bahia | EC Bahia |
| ---------------------------------------------------- | --- | --- | -------- |
| Sport Recife                                         | \| 17. Mai 2017 in Recife (Ilha do Retiro) \| \| Ergebnis: 1:1 (0:0) \| \| Zuschauer: 26.685 \| \| Schiedsrichter: Antônio Dib Moraes de Sousa ( Piauí) \| \| Spielbericht \| | \| 17. Mai 2017 in Recife (Ilha do Retiro) \| \| Ergebnis: 1:1 (0:0) \| \| Zuschauer: 26.685 \| \| Schiedsrichter: Antônio Dib Moraes de Sousa ( Piauí) \| \| Spielbericht \| | EC Bahia |
| Sport Recife                                         | Magrão – Samuel Xavier, Matheus Ferraz, Durval, Raul Prata – Ronaldo, Fabrício Bigode, Diego Souza – Everton Felipe 56., André, Rogério Reserve Agenor Detofol, Adryelson, Thallyson, Marquinhos, Fábio Matos, Rodrigo, Neto Moura, Reinaldo Lenis, Leandro Pereira, Paulo Henrique, Juninho Piauiense 56. Cheftrainer: Ney Franco | Jean – Eduardo, Tiago Pagnussat, Lucas Fonseca, Matheus Reis – Matheus Sales 77., Renê Júnior, Juninho Valoura, Zé Rafael 90+2. – Agustín Allione 87., Edigar Junio Reserve Anderson, Rodrigo Becão, Éder, Juninho Capixaba, Feijão 77., Diego Rosa, Maikon Leite 90+2., Gustavo Henrique 87., Matheus Peixoto Cheftrainer: Guto Ferreira | EC Bahia |
| Sport Recife                                         | 1:1 Juninho Piauiense (81.) | 0:1 Valoura (57.) | EC Bahia |
| Sport Recife                                         | Durval (60.) | Reis (30.), Renê Júnior (49.), Jean (81.) | EC Bahia |
| 17. Mai 2017 in Recife (Ilha do Retiro)              | | |          |
| Ergebnis: 1:1 (0:0)                                  | | |          |
| Zuschauer: 26.685                                    | | |          |
| Schiedsrichter: Antônio Dib Moraes de Sousa ( Piauí) | | |          |
| Spielbericht                                         | | |          |

#### Rückspiel
| EC Bahia                                                  | EC Bahia | Sport Recife | Sport Recife |
| --------------------------------------------------------- | --- | --- | ------------ |
| EC Bahia                                                  | \| 24. Mai 2017 in Salvador (Fonte Nova) \| \| Ergebnis: 1:0 (1:0) \| \| Zuschauer: 41.175 \| \| Schiedsrichter: Francisco Carlos do Nascimento ( Alagoas) \| \| Spielbericht \| | \| 24. Mai 2017 in Salvador (Fonte Nova) \| \| Ergebnis: 1:0 (1:0) \| \| Zuschauer: 41.175 \| \| Schiedsrichter: Francisco Carlos do Nascimento ( Alagoas) \| \| Spielbericht \| | Sport Recife |
| EC Bahia                                                  | Jean – Eduardo, Tiago Pagnussat, Lucas Fonseca, Pablo Armero – Renê Júnior 65., Edson, Régis 70., Agustín Allione – Zé Rafael 82., Edigar Junio Reserve Anderson, Rodrigo Becão, Éder, Matheus Reis, Feijão, Diego Rosa, Juninho Capixaba 65., Matheus Sales 70., Maikon Leite, Gustavo Henrique 82., Matheus Peixoto, João Paulo Cheftrainer: Guto Ferreira | Magrão – Raul Prata 46., Matheus Ferraz, Oswaldo Henríquez, Durval, Eugenio Mena – Fabrício Bigode 52., Ronaldo 80., Diego Souza – André, Rogério Reserve Agenor Detofol, Evandro, Marquinhos 46., Everton Felipe 52., Rodrigo, Neto Moura, Reinaldo Lenis, Leandro Pereira 80., Paulo Henrique, Juninho Piauiense Cheftrainer: Ney Franco | Sport Recife |
| EC Bahia                                                  | 1:0 Edigar Junio (12.) | | Sport Recife |
| EC Bahia                                                  | Anderson (13.), Régis (23.), Edson (63.), Renê Júnior (64.), Allione (75.), Pagnussat (75.), Sales (77.), Zé Rafael (82.) | Rogério (23.), Ronaldo (30.), Pereira (42.), Marquinhos (58.), Mena (75.) | Sport Recife |
| EC Bahia                                                  | Rogério (33.) | | Sport Recife |
| EC Bahia                                                  | Ronaldo (90.+2'), Lenis (90.+2') | | Sport Recife |
| EC Bahia                                                  | Rogério erhielt seine zweite gelbe Karte für den Versuch mit einer Schwalbe einen Elfmeter für seine Mannschaft zu erhalten. | | Sport Recife |
| 24. Mai 2017 in Salvador (Fonte Nova)                     | | |              |
| Ergebnis: 1:0 (1:0)                                       | | |              |
| Zuschauer: 41.175                                         | | |              |
| Schiedsrichter: Francisco Carlos do Nascimento ( Alagoas) | | |              |
| Spielbericht                                              | | |              |

## Torschützenliste
| Pl. | Nat.        | Spieler | Klub          | Tore |
| --- | ----------- | ------- | ------------- | ---- |
| 1   | Brasilianer | Régis   | EC Bahia      | 6    |
| 2   | Brasilianer | Hernane | EC Bahia      | 5    |
|     | Brasilianer | Hiago   | Santa Cruz FC | 5    |